# Svartfjell (Antarktika)
Das Svartfjell (norwegisch für Schwarzer Berg, in den Vereinigten Staaten Svart Peak, in Australien Svart Mountain) ist ein 210 m hoher Berg im ostantarktischen Kempland. Er ragt unweit der Küste an der Südwestseite der Law Promontory auf.
Norwegische Kartographen, die ihn auch deskriptiv benannten, kartierten ihn anhand von Luftaufnahmen der Lars-Christensen-Expedition 1936/37.